# Église Saint-Julien-et-Sainte-Basilisse de Torreilles
Pour les articles homonymes, voir Église Saint-Julien-et-Sainte-Basilisse.
L'église Saint-Julien-et-Sainte-Basilisse est une église d'origine préromane située à Torreilles, dans le département français des Pyrénées-Orientales.

## Situation
| \| Église Saint-Julien-et-Sainte-Basilisse de Torreilles \| Situation par rapport aux sites préromans des Pyrénées-Orientales. |
| Église Saint-Julien-et-Sainte-Basilisse de Torreilles                                                                          |

## Historique
L'église Saint-Julien-et-Sainte-Basilisse remonte au Xe siècle. Elle est mentionnée en 988 dans un acte de donation à l'abbaye Saint-Michel de Cuxa.
Au XIe siècle, elle devient une église priorale, rattachée à la collégiale Saint-Jean de Perpignan. Remanié au XIIe siècle, l'édifice eut quelques rajouts à l'époque gothique (chapelle gothique au nord). Il avait néanmoins conservé sa structure préromane à trois nefs, avec arcs outrepassés.
En 1912, les trois nefs furent réunies en une seule, entraînant la destruction d'une grande partie de l'édifice. Seuls les murs extérieurs furent conservés, ainsi que le chevet roman et ses trois absides, englobées dans des constructions tierces. Le clocher roman fut également refait. L'église ainsi remaniée fut bénie en 1921.

## Description
L'église Saint-Julien est englobée à l'est et au nord par des constructions ; seules ses façades ouest et sud sont dégagées et visibles. La rue la Forsa, en impasse, témoin de l'ancienne cellera, contourne l'église par l'est et le nord.
L'édifice actuel, fruit des travaux de 1912-1921, présente une large nef unique, dont l'emprise correspond à celle des trois vaisseaux de l'édifice roman, fermée à l'est par une abside semi-circulaire encadrée de deux absidioles. Ces absides ne sont pas visibles complètement : l'abside majeure est occupée par le retable du maître-autel, tandis que les deux absidioles sont murées.
À l'ouest, l'église est fermée par un clocher-porche, d'origine romane, mais sérieusement remanié, voire reconstruit lors des travaux de restructuration.
Une chapelle gothique, couverte d'une voûte en croisées d'ogives, s'ouvre sur le mur nord de la nef.

## Photographies

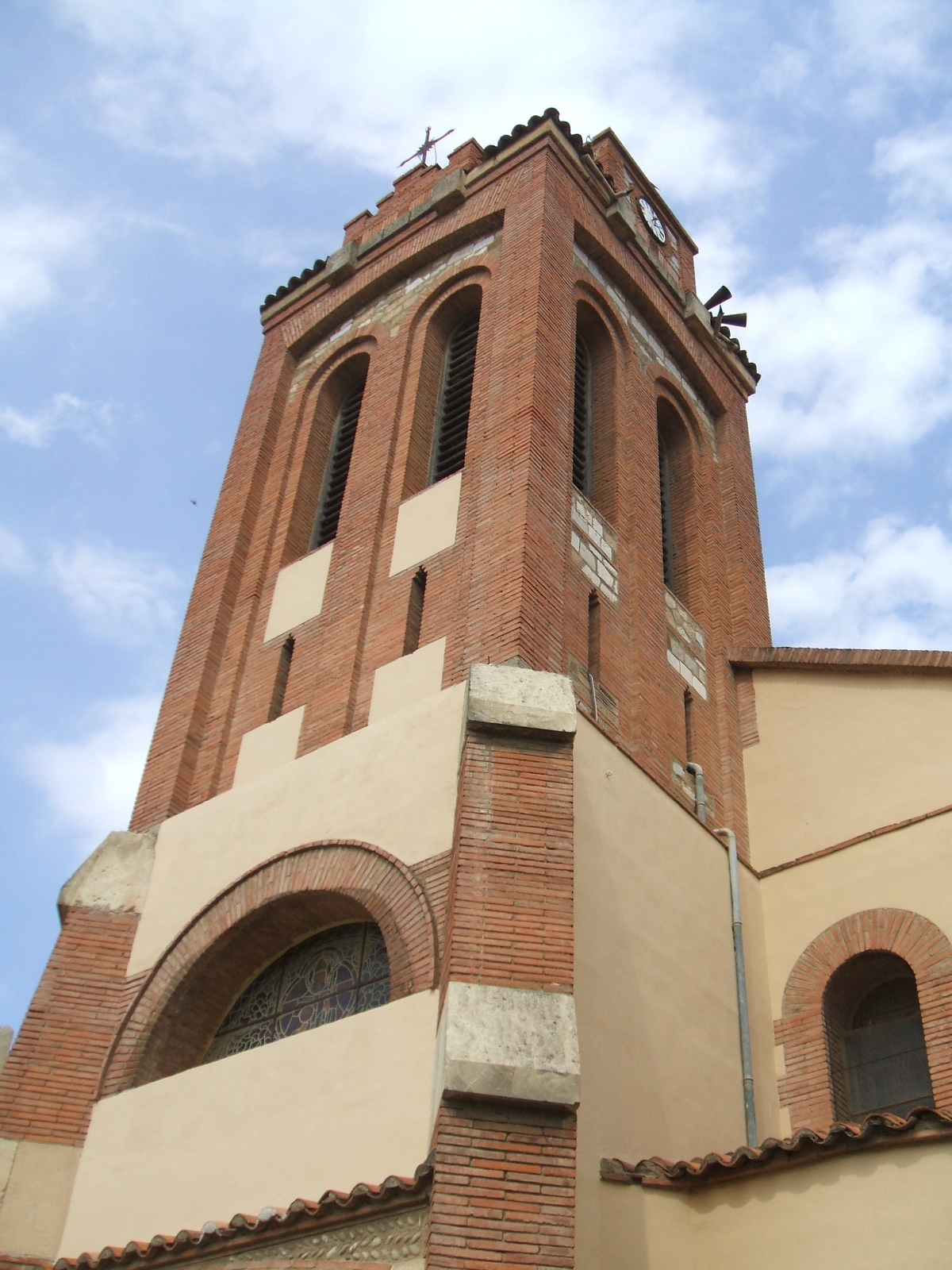
Clocher-porche
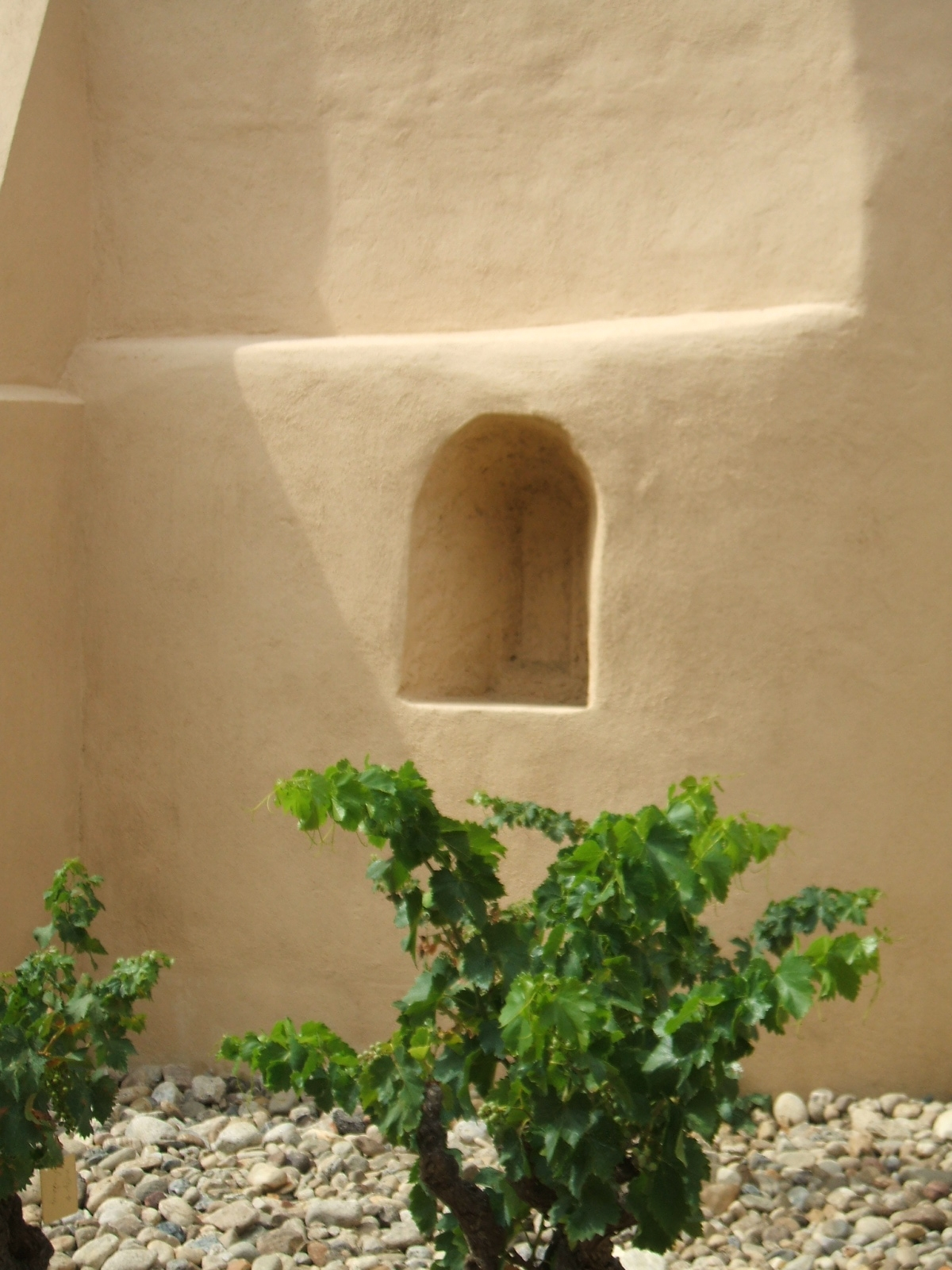
Vestiges de l'absidiole sud-est (édifice roman)